# Modrzewie (Sainte-Croix)
Pour les articles homonymes, voir Modrzewie.
Modrzewie est une localité polonaise de la voïvodie de Sainte-Croix et du powiat de Starachowice.